# Sword Art Online (2012)
Sword Art Online é uma série de anime de fantasia científica, adaptada da série light novel do mesmo título, escrita por Reki Kawahara e ilustrada pela abec. Foi produzido pela A-1 Pictures e dirigido por Tomohiko Itō . Ele é dividido nos arcos "Aincrad" e "Fairy Dance", respectivamente adaptados dos volumes 1, 2 e uma história de 8 e 3 e 4 do material original. A história da primeira temporada segue as aventuras de Kazuto "Kirito" Kirigaya e Asuna Yuuki, dois jogadores presos no mundo virtual de "Sword Art Online" (SAO). Eles são encarregados de limpar todos os 100 andares e derrotar o chefe final para serem libertados do jogo. Três meses após o jogo da morte, Kazuto descobre que Asuna está sendo mantido em cativeiro em "ALfheim Online" (ALO), um sucessor espiritual do SAO, onde os jogadores assumem o papel de fadas. Kazuto entra no jogo e se alia a sua irmã Suguha "Leafa" Kirigaya para resgatar Asuna do cativeiro.
A série foi ao ar de 8 de julho a 23 de dezembro de 2012, no Tokyo MX, com 25 episódios. Mais tarde, foi transmitido por outras 12 estações. A Aniplex of America anunciou que a versão dublada em inglês será exibida no bloco Toonami da Adult Swim a partir de 27 de julho de 2013. Os primeiros volumes de DVD e Blu-ray Disc foram lançados no Japão em 24 de outubro de 2012 e foram concluídos em 26 de junho de 2013, com todos os nove volumes contendo um episódio bônus Sword Art Offline (ソードアート・オフライン, Sōdo Āto Ofurain)  . Na América do Norte, a Aniplex of America lançou a série em quatro volumes de Blu-ray / DVD em 13 de agosto de 2013. Na Australásia, a Madman Entertainment distribuiu os quatro volumes nos formatos DVD e Blu-ray. Na Europa, a Manga Entertainment lançou os quatro volumes pela primeira vez em 16 de dezembro de 2013. Um episódio especial do anime intitulado Sword Art Online: Extra Edition (ソードアート・オンライン Extra Edition, Sōdo Āto Onrain Ekisutora Edikushon)  foi lançado globalmente em 31 de dezembro de 2013. Uma segunda temporada, Sword Art Online II começou em julho de 2014.
Cinco peças da música-tema foram usadas para a série: dois temas de abertura e três temas finais. Nos primeiros 14 episódios, a música tema de abertura é "Crossing Field", realizada por LiSA, e o tema final é "Yume Sekai" (ユメセカイ; lit. "Dream World") "Dream World") realizado por Haruka Tomatsu . O segundo tema de abertura, usado a partir do episódio 15, é "Innocence", interpretado por Eir Aoi . Enquanto seu segundo tema final, usado nos episódios 15 a 24, é "Overfly", cantado por Luna Haruna . O terceiro tema final, "Crossing Field", foi usado para o episódio final. O tema principal da edição extra é "Niji no Oto" (虹の音, Sound of the Rainbow)  de Eir Aoi. A partitura original da série é composta por Yuki Kajiura .

## Lista de episódios

### Sword Art Online
| Story arc 1: Aincrad     |    | |                                   |                                 |                        |        |
| 1                        | 1  | "The World of Swords" Transliteração: "Ken no Sekai" (em japonês: 剣の世界)                              | Tomohiko Itō                      | Yukie Sugawara & Yukito Kizawa  | 8 de julho de 2012     | [ 22 ] |
| 2                        | 2  | "Beater" Transliteração: "Bītā" (em japonês: ビーター)                                                   | Yoshiyuki Fujiwara                | Munemasa Nakamoto               | 15 de julho de 2012    | [ 23 ] |
| 3                        | 3  | "The Red-Nosed Reindeer" Transliteração: "Akahana no Tonakai" (em japonês: 赤鼻のトナカイ)               | Yuuki Itohafrer                   | Yukie Sugawara                  | 22 de julho de 2012    | [ 24 ] |
| 4                        | 4  | "The Black Swordsman" Transliteração: "Kuro no Kenshi" (em japonês: 黒の剣士)                            | Shinya Watada                     | Yoshikazu Mukai                 | 29 de julho de 2012    | [ 25 ] |
| 5                        | 5  | "Murder in the Safe Zone" Transliteração: "Kennai Jiken" (em japonês: 圏内事件)                          | Yasuyuki Fuse                     | Yukito Kizawa                   | 5 de agosto de 2012    | [ 26 ] |
| 6                        | 6  | "Illusionary Avenger" Transliteração: "Maboroshi no Fukushū-sha" (em japonês: 幻の復讐者)                | Kazuma Satō                       | Yukito Kizawa                   | 12 de agosto de 2012   | [ 27 ] |
| 7                        | 7  | "The Temperature of the Heart" Transliteração: "Kokoro no Ondo" (em japonês: 心の温度)                   | Makoto Hoshino                    | Yoshikazu Mukai                 | 19 de agosto de 2012   | [ 28 ] |
| 8                        | 8  | "The Sword Dance of Black and White" Transliteração: "Kuro to Shiro no Kenbu" (em japonês: 黒と白の剣舞) | Tatsumi Fujii                     | Shuji Iriyama                   | 26 de agosto de 2012   | [ 29 ] |
| 9                        | 9  | "The Blue-Eyed Demon" Transliteração: "Seigan no Akuma" (em japonês: 青眼の悪魔)                         | Koichi Kikuta                     | Munemasa Nakamoto & Naoki Shōji | 2 de setembro de 2012  | [ 30 ] |
| 10                       | 10 | "Crimson Killing Intent" Transliteração: "Kurenai no Satsui" (em japonês: 紅の殺意)                      | Hideya Takahashi                  | Yukito Kizawa                   | 9 de setembro de 2012  | [ 31 ] |
| 11                       | 11 | "Girl of the Morning Dew" Transliteração: "Asatsuyu no Shōjo" (em japonês: 朝露の少女)                   | Pyeon-Gang Ho                     | Yukie Sugawara                  | 16 de setembro de 2012 | [ 32 ] |
| 12                       | 12 | "Yui's Heart" Transliteração: "Yui no Kokoro" (em japonês: ユイの心)                                     | Tamaki Nakatsu                    | Yukie Sugawara                  | 23 de setembro de 2012 | [ 33 ] |
| 13                       | 13 | "Edge of Hell's Abyss" Transliteração: "Naraku no Fuchi" (em japonês: 奈落の淵)                          | Takahiro Shikama                  | Yoshikazu Mukai                 | 30 de setembro de 2012 | [ 34 ] |
| 14                       | 14 | "The End of the World" Transliteração: "Sekai no Shūen" (em japonês: 世界の終焉)                         | Tomohiko Itō                      | Yukito Kizawa                   | 7 de outubro de 2012   | [ 35 ] |
| Story arc 2: Fairy Dance |    | |                                   |                                 |                        |        |
| 15                       | 15 | "Return" Transliteração: "Kikan" (em japonês: 帰還)                                                      | Shigetaka Ikeda                   | Munemasa Nakamoto               | 14 de outubro de 2012  | [ 36 ] |
| 16                       | 16 | "Land of the Fairies" Transliteração: "Yōsei-tachi no Kuni" (em japonês: 妖精たちの国)                   | Yasuyuki Fuse                     | Yukie Sugawara                  | 21 de outubro de 2012  | [ 37 ] |
| 17                       | 17 | "Captive Queen" Transliteração: "Toraware no Joō" (em japonês: 囚われの女王)                             | Yoshiyuki Fujiwara                | Yoshikazu Mukai                 | 28 de outubro de 2012  | [ 38 ] |
| 18                       | 18 | "To the World Tree" Transliteração: "Sekaiju e" (em japonês: 世界樹へ)                                   | Takayoshi Morimiya                | Yukito Kizawa                   | 4 de novembro de 2012  | [ 39 ] |
| 19                       | 19 | "The Legrue Corridor" Transliteração: "Rugurū Kairō" (em japonês: ルグルー回廊)                          | Pyeon-Gang Ho                     | Shuji Iriyama                   | 11 de novembro de 2012 | [ 40 ] |
| 20                       | 20 | "General of the Blazing Flame" Transliteração: "Mōen no Shō" (em japonês: 猛炎の将)                      | Makoto Hoshino & Takahiro Shikama | Naoki Shōji                     | 18 de novembro de 2012 | [ 41 ] |
| 21                       | 21 | "The Truth About Alfheim" Transliteração: "Aruvuheimu no Shinjitsu" (em japonês: アルヴヘイムの真実)     | Pyeon-Gang Ho                     | Munemasa Nakamoto               | 25 de novembro de 2012 | [ 42 ] |
| 22                       | 22 | "The Grand Quest" Transliteração: "Gurando Kuesuto" (em japonês: グランド・クエスト)                     | Kazuhisa Ouno                     | Yukito Kizawa                   | 2 de dezembro de 2012  | [ 43 ] |
| 23                       | 23 | "Bonds" Transliteração: "Kizuna" (em japonês: 絆)                                                        | Shigetaka Ikeda                   | Yoshikazu Mukai                 | 9 de dezembro de 2012  | [ 44 ] |
| 24                       | 24 | "Gilded Hero" Transliteração: "Mekki no Yūsha" (em japonês: 鍍金の勇者)                                  | Tomohiko Itō                      | Yukie Sugawara                  | 16 de dezembro de 2012 | [ 45 ] |
| 25                       | 25 | "The World Seed" Transliteração: "Sekai no Shushi" (em japonês: 世界の種子)                              | Tomohiko Itō                      | Munemasa Nakamoto               | 23 de dezembro de 2012 | [ 46 ] |

## Nota de imprensa

### Liberação japonesa
A Aniplex, em parceria com a Sony Music Entertainment Japan, distribuiu os episódios em nove volumes nos formatos DVD e Blu-ray em todo o Japão. Sword Art Online: Extra Edition foi lançado em 23 de abril de 2014, em edições limitadas em DVD e Blu-ray, incluindo um episódio bônus de Sword Art Offline: Extra Edition .
| Volume   | Volume   | Episódios               | Data de lançamento do DVD e Blu-ray |
| -------- | -------- | ----------------------- | ----------------------------------- |
|          | Volume 1 | 1-2                     | 24 de outubro de 2012               |
| Volume 2 | 3–5      | 21 de novembro de 2012  |                                     |
| Volume 3 | 6-8      | 26 de dezembro de 2012  |                                     |
| Volume 4 | 9-11     | 23 de janeiro de 2013   |                                     |
| Volume 5 | 12-14    | 27 de fevereiro de 2013 |                                     |
| Volume 6 | 15-16    | 27 de março de 2013     |                                     |
| Volume 7 | 17-19    | 24 de abril de 2013     |                                     |
| Volume 8 | 20-22    | 22 de maio de 2013      |                                     |
| Volume 9 | 23-25    | 26 de junho de 2013     |                                     |